# Arctops
Arctops (cara de oso) género extinto de terápsidos que vivieron durante el periodo Pérmico Tardío en Sudáfrica. Su cráneo tenía 30 cm de longitud y pudo haber medido unos 2 metros.